# 火龍戰鬥機
火龍〔Ki-201〕是第二次世界大戰末期由大日本帝國陸軍所计划研制的喷气式戰鬥機。引擎主要由石川島重工業株式會社負責研發，機體由中島飛機開發及製造。可以被視為日本版Me 262或是由橘花攻擊機（大日本帝国海军主导研发的喷气式攻击机）進化而來，但該機體在二战結束時仍處於設計階段。

## 開發概要
自從嚴谷英一技術中佐在德國收集Me 262戰鬥機的部分技術資料（飛機的三視圖、渦輪噴射引擎的內部結構和燃料配方、使用說明書等等），中島飛機和石川島重工業開始自行研製火龍噴射戰鬥機。
石川島重工參考宝马 BMW003的結構自行研製Ne-130渦輪噴射引擎（推力為907公斤），機身和機翼沿用了Me 262的設計，可是航空資源緊缺，所以在機身和機翼改採不鏽鋼製造。致於防彈燃料箱、防彈裝甲和防彈玻璃都要優先安装。
武裝方面是兩門20mm Ho-5機炮（每門200發）和兩門30mm Ho-155機炮（每門120發），炸彈配置方面有500公斤或800公斤炸彈一枚作為對地攻擊用途。
原定計劃在1945年12月完成一號試驗機，還會預定生產18架武裝試驗機。可是隨著戰爭終結，研製火龍噴射戰鬥機的計劃就被放棄了。

## 主要性能參數（石川島Ne 130裝備型）
- 乘員：1
- 製造商：日本中島飛機
- 全長：11.50公尺
- 翼展：13.70公尺
- 全高：4.05公尺
- 翼面積：25.00 m2
- 空重：4,500 kg
- 最大起飛重量：7,000 kg
- 發動機：石川島『Ne 130』軸流式噴射發動機（靜止推力908kg）
- 極速：852 km/hr（高度：10,000 m）
- 航程：980 km
- 升限：12,000 m
- 武裝：兩門20毫米Ho-5機炮（每門200發）和兩門30毫米Ho-155機炮（每門120發）
- 炸彈：一枚500公斤或800公斤炸彈

## 外部連結
- 日本の名機（キ201） （页面存档备份，存于）
- 中島キ-201戦闘攻撃機　火龍（旧日本陸軍） （页面存档备份，存于）